# Lenguas nadahup
Las lenguas Nadahup o macú orientales son una subdivisión de la familia makú. Nadahup es un acrónimo de las lenguas constituyentes, que se hablan al noroeste de Brasil y sureste de Colombia.

## Idiomas
Jorge Pozzobon y Martin Valtiers encontraron que los porcentajes de posibles cognados entre las lenguas macú orientales son notoriamente mayores que los registrados entre cualquiera de ellas y las otras lenguas makú.
Patience Epps probó la existencia de un microfilo lingüístico Nadahup, que consta de las lenguas jupda, yuhup, dâw y nadëb. Esta última sería la lengua con que se apartó primero de las otras tres, en cuanto el jupda y el yuhup registran 90% de cognados. Las relaciones entre estas lenguas se pueden representar así:

|  | Dâw                                           |
|  |                                               |
|  | \| \| Hup \| \| \| \| \| \| Yuhup \| \| \| \| |
|  |                                               |
|  | Hup                                           |
|  |                                               |
|  | Yuhup                                         |
|  |                                               |

|  | Hup   |
|  |       |
|  | Yuhup |
|  |       |

|  | Dâw                                           |
|  |                                               |
|  | \| \| Hup \| \| \| \| \| \| Yuhup \| \| \| \| |
|  |                                               |
|  | Hup                                           |
|  |                                               |
|  | Yuhup                                         |
|  |                                               |

|  | Hup   |
|  |       |
|  | Yuhup |
|  |       |

## Relaciones con otras lenguas
Paul Rivet y otros investigadores habían establecido desde hace décadas (1920-1925) relaciones entre las lenguas makú y la puinave del oriente de Colombia, formulando la hipótesis de una familia lingüística Puinave-Makú.
Epps y Bolaños consideran que hasta ahora no hay ninguna relación genética probada de las lenguas Nadahup con otras y en particular con las demás lenguas makú, Valter y Silvia Martins han sostenido que la familia makú está integrada además de las lenguas Nadahup por el grupo Nükak-Kãkwã. Marcelo Jolkesky incluye además el idioma puinave en su clasificación:
Puinave-Nadahup
- Nadahup
  - Nadëb
    - Nadëb do Rio Negro (Kuyawi)
    - Nadëb do Roçado

  - Hup-Dâw
    - Dâw
    - Hup
      - Hupda
      - Yuhup
- Puinave-Kak
  - Puinave (Wãnsöhöt)
  - Kak
    - Kakwa
    - Nukak

Marie Claude Mattéi Muller, Howard Reid y Paul Henley presentaron en 1992 evidencias según las cuales la familia makú incluiría también a la lengua hodï del sur de Venezuela.
Joseph Greenberg (1987) agrupó las lenguas Puinave-Makú, junto con la familia tukano,  el Ticuna y otras lenguas en el tronco macro-tukano, pero la mayoría de expertos no aceptan esa propuesta. Sin embargo, dâw y jupda, especialmente el jupda, muestran varias evidencias de la influencia de las lenguas tucano.